# Palacio de Bertangles
El palacio de Bertangles (en francés: Château de Bertangles), también conocido como palacio de Clermont-Tonnerre (Château de Clermont-Tonnerre), se encuentra en la ciudad de Bertangles, en el departamento de Somme, región de Alta Francia.

## Historia

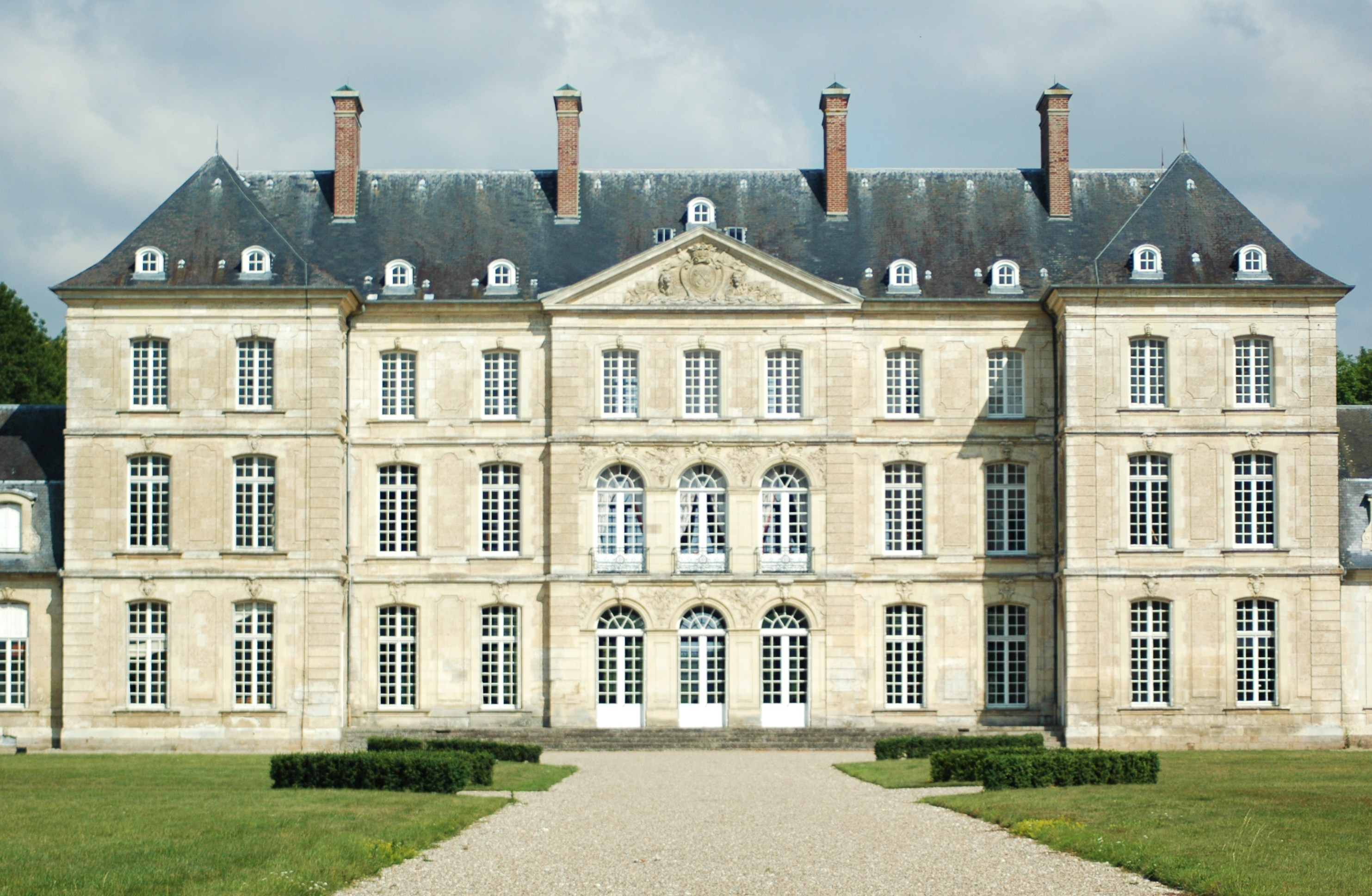
Vista de la fachada principal

El señorío de Bertangles pasó a la familia de Clermont-Tonnerre por el matrimonio, en 1611, de Gabrielle de Glisy con Jacques de Clermont-Tonnerre.
El palacio fue construido por Germain Boffrand para el conde Louis-Joseph de Clermont-Tonnerre de 1730 a 1734, para reemplazar el antiguo edificio medieval que, reconstruido por primera vez a comienzos del siglo XVI, fue restaurado después de ser incendiado por los españoles 1597 en el marco de la guerra de los Ochenta Años. Solo quedó de él el portal que data de 1625 y que da acceso a la granja, al oeste.
En 1918, el palacio fue la sede del estado mayor australiano bajo el mando del general John Monash. Este último fue nombrado caballero por el rey Jorge V el 12 de agosto de 1918 durante una ceremonia en la escalinata del palacio.
En agosto de 1930, un incendio destruyó el interior y especialmente las boiseries, que se rehicieron de manera idéntica en los años siguientes. La escalera y su barandilla de hierro forjado se habían conservado.
Desde la carretera de Amiens a Villers-Bocage, una avenida de árboles centenarios conduce a la reja de honor del castillo, una verdadera obra maestra del maestro forjador de Corbie Jean Veyren, apodado el "Vivarais" (también creador de la gran reja y cierres que rodean el coro de Notre-Dame de Amiens).
El palacio ha sido objeto de múltiples protecciones bajo lo  monumentos históricos: una clasificación el 12 de julio de 1982, una inscripción el 12 de julio de 1982, una inscripción el 11 de junio de 2001, una clasificación el 12 de diciembre de 2006 y una inscripción el 18 de diciembre de 2009.
En la víspera del día ANZAC, el 24 de abril de 2016, el Gobernador General de Australia, sir Peter Cosgrove, llegó a rendir homenaje en Bertangles al general Monash, plantando un árbol para honrar su memoria y colocando una placa conmemorativa.

## Descripción
La fachada está adornada con esculturas que representan a Minerva (diosa de la sabiduría, de las letras, las ciencias y las artes). Baco decora el pabellón que alberga la cocina y las bodegas. En una visita se puede admirar un gran palomar, una puerta monumental y un pozo con un torniquete de agua.

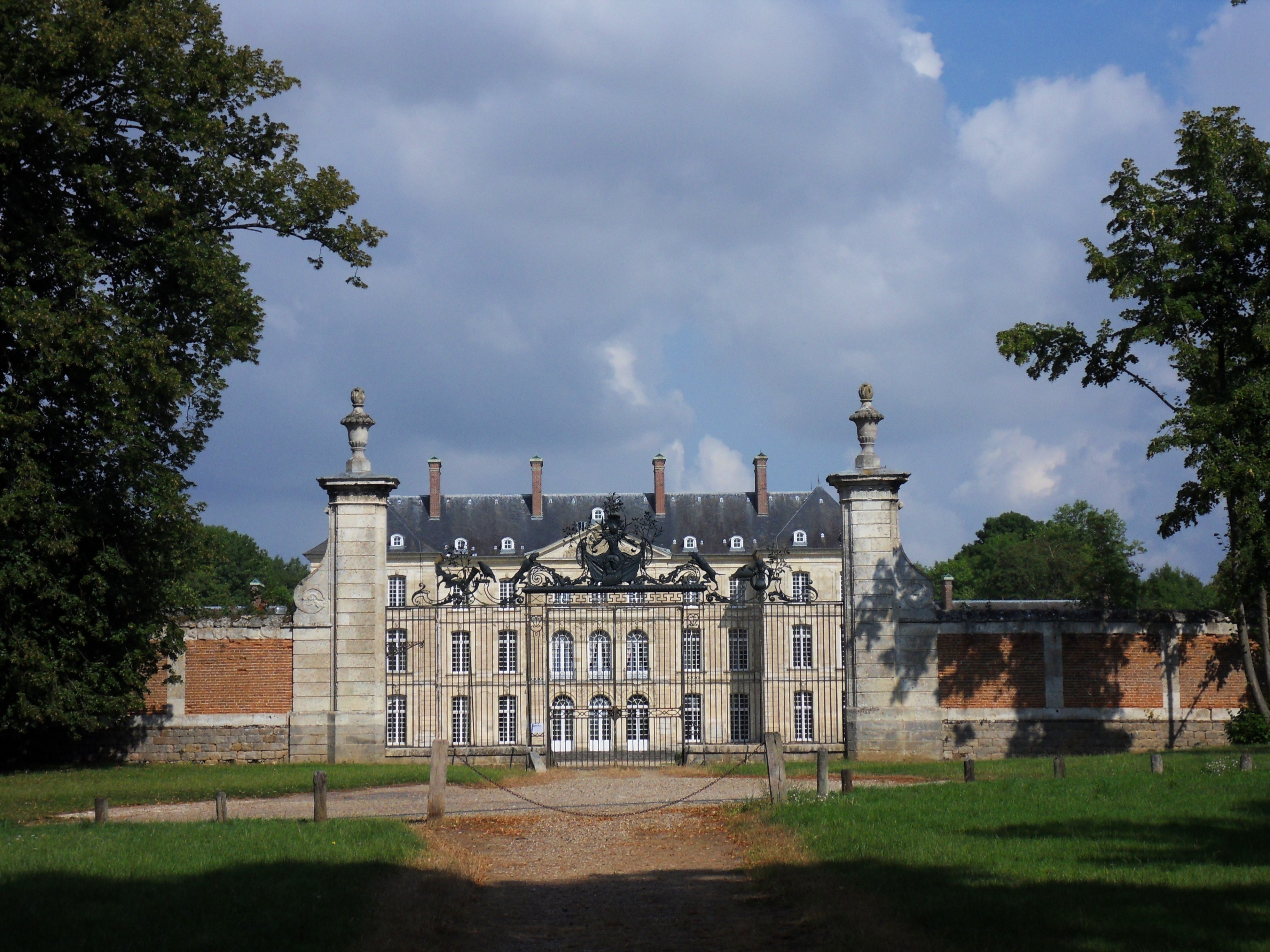
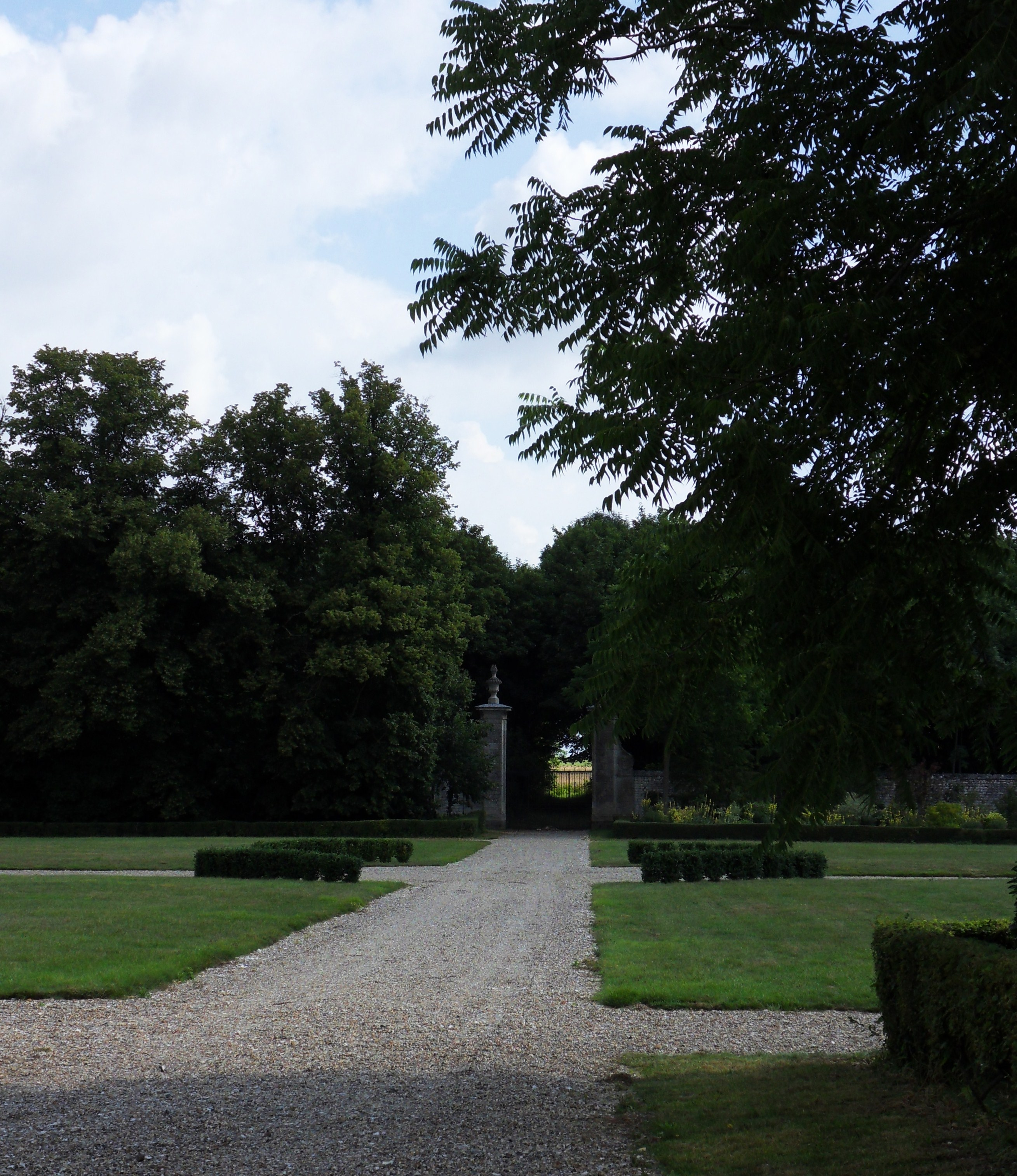
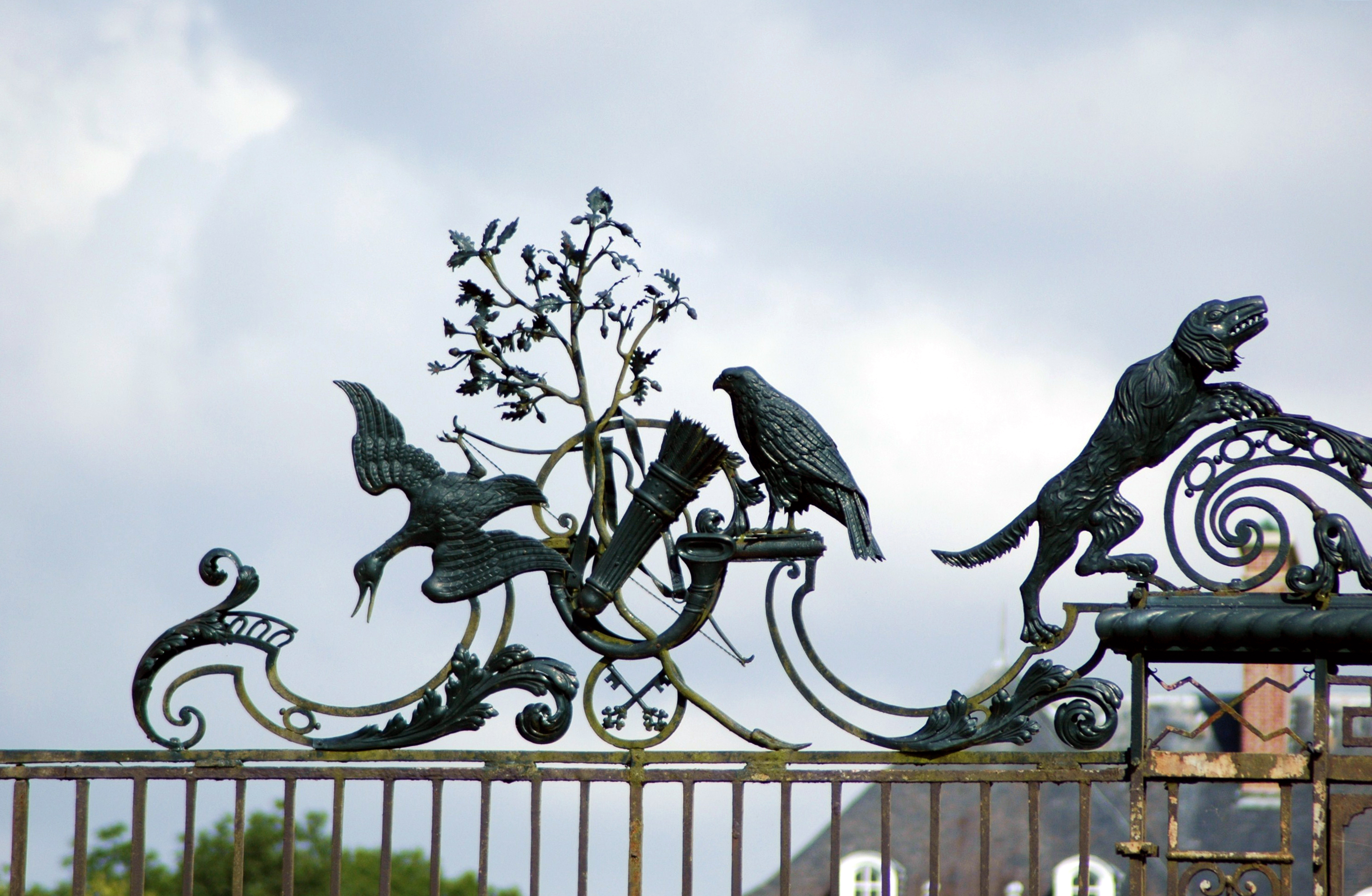
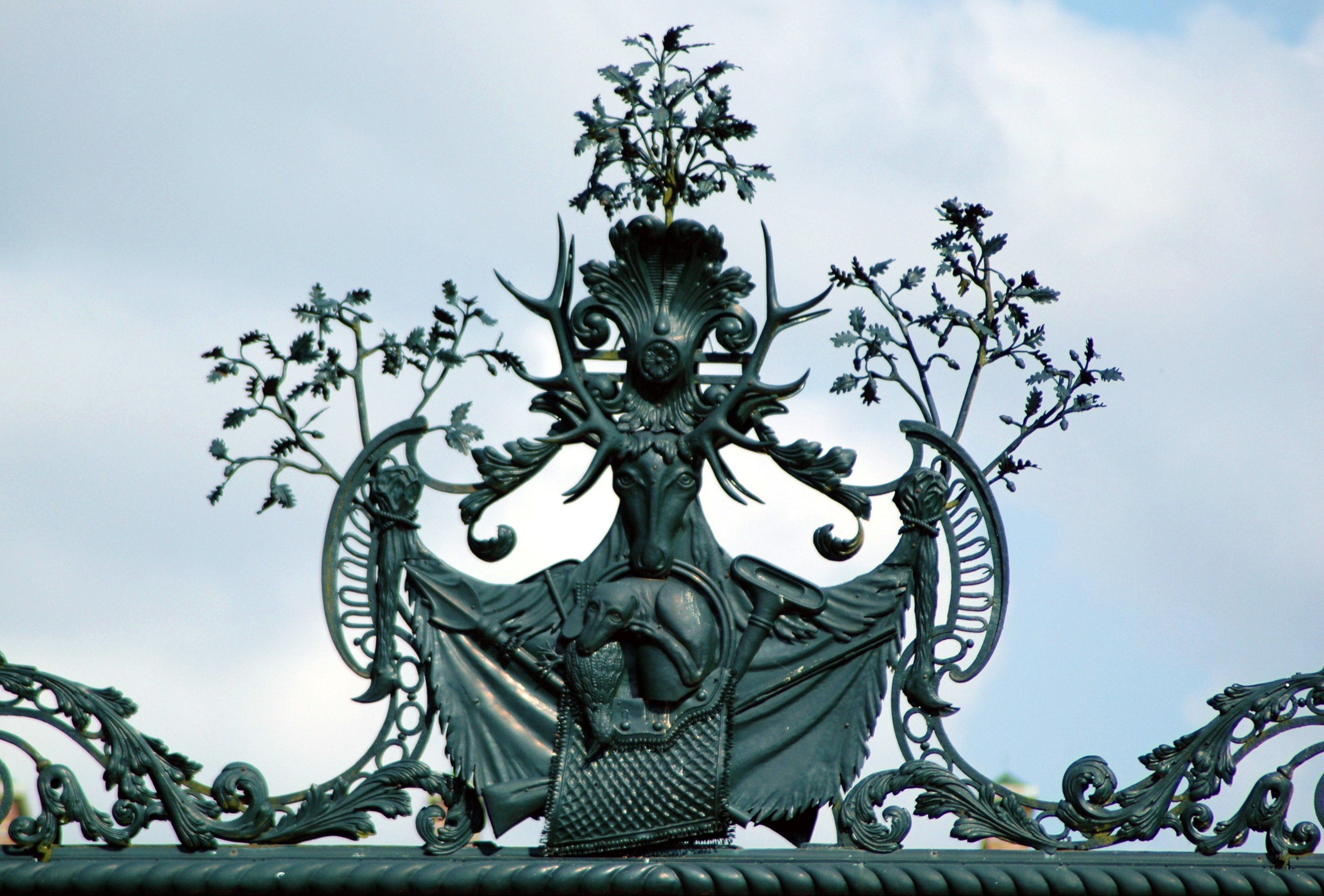